# Ricardo Acioly
Ricardo Augusto Amaral Acioly (* 4. Februar 1964 in Botafogo, Rio de Janeiro) ist ein ehemaliger brasilianischer Tennisspieler.

## Leben
Ricardo Acioly wurde 1986 Tennisprofi und gewann noch im selben Jahr seinen ersten Titel auf der ATP Tour in Wien. Sein Partner war der Pole Wojciech Fibak. 1987 gewann er in Genf mit Luiz Mattar seinen zweiten Titel, ehe er 1989 mit Dácio Campos in Guarujá den dritten und letzten Titel seiner Karriere feiern konnte. Darüber hinaus stand er in drei weiteren Finals der ATP Tour. Auf der zweitklassigen ATP Challenger Tour gewann er im Doppel insgesamt sieben Turniere. Seine höchste Notierung in der Tennis-Weltrangliste erreichte er 1986 mit Position 228 im Einzel sowie Position 46 im Doppel.
Sein bestes Einzelergebnis bei einem Grand-Slam-Turnier war das Erreichen der Hauptrunde der US Open im Jahr 1986. In der Doppelkonkurrenz konnte er einzig 1987 bei den US Open in die zweite Runde einziehen.
Ricardo Acioly absolvierte zwischen 1987 und 1989 insgesamt vier Begegnungen für die brasilianische Davis-Cup-Mannschaft. Dabei kam er in allen Partien im Doppel zum Einsatz, konnte davon jedoch nur die Partie gegen Ecuador an der Seite von Luiz Mattar gewinnen.
Bei den Olympischen Sommerspielen 1988 trat er für Brasilien im Doppel an. Zusammen mit Luiz Mattar erreichte er die zweite Runde, wo sie dem französischen Doppel Henri Leconte und Guy Forget in vier Sätzen unterlegen waren. Zuvor hatten sie in der Auftaktrunde die Japaner Shūzō Matsuoka und Toshihisa Tsuchihashi in ebenfalls vier Sätzen besiegt.

## Erfolge
| Legende                       |
| Grand Slam                    |
| Tennis Masters Cup            |
| ATP Masters Series            |
| ATP International Series Gold |
| ATP International Series (3)  |
| ATP Challenger Series (7)     |

### Doppel

#### Turniersiege

##### ATP Tour
| Nr. | Datum              | Turnier | Belag         | Partner        | Finalgegner                       | Ergebnis      |
| --- | ------------------ | ------- | ------------- | -------------- | --------------------------------- | ------------- |
| 1.  | 20. Oktober 1986   | Wien    | Hartplatz (i) | Wojciech Fibak | Brad Gilbert Slobodan Živojinović | kampflos      |
| 2.  | 14. September 1987 | Genf    | Sand          | Luiz Mattar    | Mansour Bahrami Diego Pérez       | 3:6, 6:4, 6:2 |
| 3.  | 6. Februar 1989    | Guarujá | Hartplatz     | Dácio Campos   | César Kist Mauro Menezes          | 7:6, 7:6      |

##### Challenger Tour
| Nr. | Datum          | Turnier        | Belag     | Partner         | Finalgegner                        | Ergebnis      |
| --- | -------------- | -------------- | --------- | --------------- | ---------------------------------- | ------------- |
| 1.  | 17. April 1989 | Brasília       | Hartplatz | Dácio Campos    | Marcelo Hennemann Edvaldo Oliveira | 7:6, 6:3      |
| 2.  | 15. April 1991 | Mexiko-Stadt   | Sand      | Pablo Albano    | Francisco Montana Leif Shiras      | 6:3, 6:3      |
| 3.  | 29. April 1991 | São Paulo      | Hartplatz | Mauro Menezes   | Nelson Aerts Fernando Roese        | 6:3, 3:6, 6:3 |
| 4.  | 6. Mai 1991    | Ribeirão Preto | Sand      | Mauro Menezes   | Steve Bryan T. J. Middleton        | 6:3, 6:4      |
| 5.  | 10. Juni 1991  | São Paulo      | Hartplatz | Mauro Menezes   | José Daher Eduardo Furusho         | 7:6, 6:3      |
| 6.  | 29. Juli 1991  | Lins           | Sand      | Mauro Menezes   | Eduardo Furusho João Zwetsch       | 2:6, 7:5, 7:5 |
| 7.  | 19. Juli 1993  | Belo Horizonte | Hartplatz | Nicolás Pereira | Fernando Roese Felipe Rivera       | 7:6, 5:7, 6:3 |

#### Finalteilnahmen
| Nr. | Datum             | Turnier    | Belag   | Partner       | Finalgegner                    | Ergebnis      |
| --- | ----------------- | ---------- | ------- | ------------- | ------------------------------ | ------------- |
| 1.  | 28. Juli 1986     | Washington | Sand    | César Kist    | Hans Gildemeister Andrés Gómez | 3:6, 5:7      |
| 2.  | 9. September 1991 | Brasília   | Teppich | Mauro Menezes | Kent Kinnear Roger Smith       | 4:6, 3:6      |
| 3.  | 3. Februar 1992   | Maceió     | Sand    | Mauro Menezes | Gabriel Markus John Sobel      | 4:6, 6:1, 5:7 |